# Jia Tolentino
Jia Tolentino (* 20. November 1988 in Kanada) ist eine US-amerikanische Autorin und Journalistin. Sie arbeitet als ständige Autorin für den New Yorker. Zuvor arbeitete sie als stellvertretende Chefredakteurin des Blogs Jezebel und als mitwirkende Herausgeberin des feministischen Online-Magazins The Hairpin. Texte von ihr erschienen auch im New York Times Magazine und auf The Hairpin.

## Kindheit und Ausbildung
Tolentino wurde im kanadischen Toronto als Kind philippinischer Eltern geboren. Im Alter von vier Jahren zog sie mit ihrer Familie nach Houston, Texas, wo sie in einer Gemeinschaft der Southern Baptist Convention aufwuchs. Sie besuchte eine evangelikale Megachurch und eine kleine christliche Privatschule. Sie hat einen älteren und einen jüngeren Bruder. Die Highschool schloss sie als Zweitbeste ihres Jahrgangs ab. Obwohl sie für die renommierte Yale University zugelassen wurde, bewogen sie die finanziellen Umstände ihrer Familie dazu, sich 2005 in der University of Virginia einzuschreiben, wo sie, durch ein Stipendium gefördert, Anglistik studierte.
Nach dem Abschluss ihres Bachelorstudiums im Jahr 2009 arbeitete sie ein Jahr im amerikanischen Friedenscorps in Kirgisistan. Danach erwarb sie einen Master of Fine Arts an der University of Michigan.

## Karriere
Tolentino begann 2013 für den amerikanischen Frauen-Blog The Hairpin zu arbeiten. 2014 wechselte sie zu der feministischen Website Jezebel, bis sie zwei Jahre später bei The New Yorker eingestellt wurde.
Tolentinos journalistische Tätigkeit erstreckt sich auf verschiedene Bereiche, u. a. Musikkritiken. Aufsehen erregten insbesondere ihre Essays über die Bedeutung des ethnischen Hintergrunds beim Publizieren, Heirat, Abtreibung, weibliche Selbstermächtigung. Sie hat ausführlich über die #MeToo-Bewegung berichtet. Tolentino verfasste zudem literarische Texte. Ihre erste Kurzgeschichte gewann den Raymond Carver-Wettbewerb und wurde für den Pushcart-Prize nominiert.
2019 veröffentlichte Tolentino eine Essaysammlung unter dem Titel Trick Mirror: Reflections on Self-Delusion. Die Rezeption fiel positiv aus. Kritiker sehen in Tolentino die „beste junge Essayistin unserer Zeit“, die mit feministischen Größen wie Rebecca Solnit und Susan Sontag in einer Reihe stünde.

## Politische Einstellungen
Im Oktober 2024 gehörte Tolentino zu den Unterzeichnern eines Aufrufs zum Boykott israelischer Kulturinstitutionen, „die an der überwältigenden Unterdrückung der Palästinenser mitschuldig sind oder diese stillschweigend beobachtet haben“.

## Veröffentlichungen

### Bücher
- Trick Mirror: Reflections on Self-Delusion. New York: Random House. 2019.
  - deutschsprachige Ausgabe: Trick Mirror. Über das inszenierte Ich. S. Fischer, Frankfurt a. Main 2021, ISBN 978-3-10-397056-2.

### Essays und Reportagen
- Limits of power. The Talk of the Town. The New Yorker, 93 (34): 15–16. 30. Oktober 2017.
- Killing it: is there something wrong with millennials? The Critics. Books. The New Yorker, 93 (39): 65–68. 4. Dezember 2017.
- Safer spaces: could small changes in campus life reduce the risk of sexual assault? American Chronicles. The New Yorker 94 (1): 34–41. 12.–19. Februar 2018.
- Ecstasy: losing religion and doing drugs in Houston. Personal History. The New Yorker. 95 (14): 38–45. 27. Mai 2019.